# Maarten van Dulm
Maarten Hendrik van Dulm (Arnhem, 4 agosto 1879 – Wassenaar, 25 aprile 1949) è stato uno schermidore olandese, vincitore di una medaglia d i bronzo nella scherma ai giochi olimpici.